# Lijst van films van Laurel en Hardy

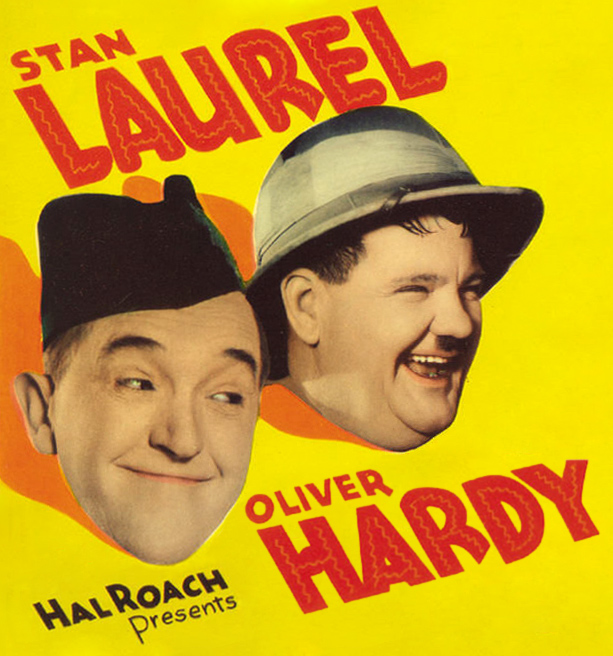
Laurel en Hardy

Dit is een lijst van films van Laurel en Hardy; het betreft de films waarin beiden voorkwamen. De Amerikaanse acteur Oliver Hardy en de in Engeland geboren Stan Laurel hebben in totaal 106 komische films gemaakt: kort en lang, stom en met geluid.

## Korte films
- The Lucky Dog
- 45 Minutes from Hollywood
- Duck Soup
- Slipping Wives
- Love 'em and Weep
- Why Girls Love Sailors
- With Love and Hisses
- Sailors Beware
- Do Detectives Think?
- Flying Elephants
- Sugar Daddies
- Call of the Cuckoos
- The Second Hundred Years
- Hats Off
- Putting Pants on Philip
- The Battle of the Century
- Leave 'Em Laughing
- The Finishing Touch
- From Soup to Nuts
- You're Darn Tootin'
- Their Purple Moment
- Should Married Men Go Home?
- Early to Bed
- Two Tars
- Habeas Corpus
- We Faw Down
- Liberty
- Wrong Again
- That's My Wife
- Big Business
- Double Whoopee
- Bacon Grabbers
- Angora Love
- Unaccustomed As We Are
- Berth Marks
- Men O' War
- Perfect Day
- They Go Boom
- The Hoose-Gow
- Night Owls
- Blotto
- Brats
- Below Zero
- Hog Wild
- The Laurel-Hardy Murder Case
- Another Fine Mess
- Be Big
- Chickens Come Home
- The Stolen Jools
- Laughing Gravy
- Our Wife
- Come Clean
- One Good Turn
- On the Loose
- Helpmates
- Any Old Port!
- The Music Box
- The Chimp
- County Hospital
- Scram!
- Their First Mistake
- Towed in a Hole
- Twice Two
- Me and My Pal
- The Midnight Patrol
- Busy Bodies
- Wild Poses
- Dirty Work
- Oliver the Eighth
- Going Bye-Bye!
- Them Thar Hills
- The Live Ghost
- Tit for Tat
- The Fixer-Uppers
- Thicker than Water

## Lange, verhalende films

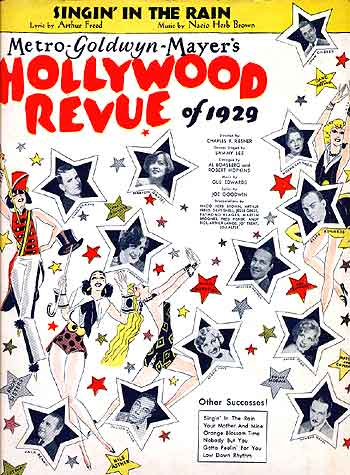
Poster van The Hollywood Revue of 1929

- The Hollywood Revue of 1929
- The Rogue Song
- Pardon Us
- Beau Hunks
- Pack Up Your Troubles
- The Devil's Brother
- Sons of the Desert
- Hollywood Party
- Babes in Toyland
- Bonnie Scotland
- The Bohemian Girl
- Our Relations
- Way Out West
- Pick A Star
- Swiss Miss
- Block-Heads
- A Chump at Oxford
- The Flying Deuces
- Saps at Sea
- Great Guns
- A-Haunting We Will Go
- Air Raid Wardens
- Jitterbugs
- The Dancing Masters
- The Big Noise
- Nothing But Trouble
- The Bullfighters
- Atoll K